# 圣昂勒沙泰勒
圣昂勒沙泰勒（法語：Saint-Haon-le-Châtel，法語發音：[sɛ̃t‿ɑ̃ lə ʃatɛl]）是法国卢瓦尔省的一个市镇，属于罗阿讷区。

## 地理
圣昂勒沙泰勒（46°3'57"N, 3°54'54"E）面积0.87 平方千米，位于法国奥弗涅-罗讷-阿尔卑斯大区卢瓦尔省，该省份为法国中南部省份，北起顺时针与索恩-卢瓦尔省、罗讷省、伊泽尔省、阿尔代什省、上盧瓦爾省、多姆山省和阿列省接壤。
与圣昂勒沙泰勒接壤的市镇（或旧市镇、城区）包括：勒奈松、旧圣昂。
圣昂勒沙泰勒的时区为UTC+01:00、UTC+02:00（夏令时）。

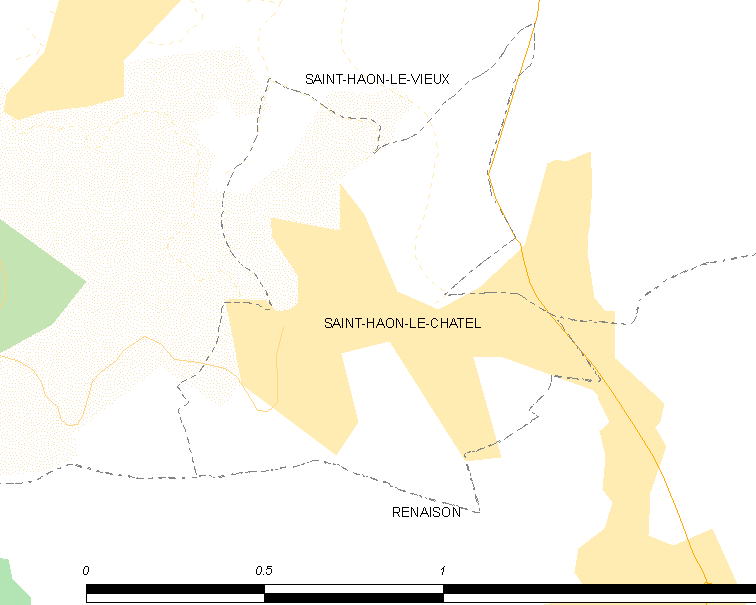
圣昂勒沙泰勒的OSM定位图

## 行政
圣昂勒沙泰勒的邮政编码为42370，INSEE市镇编码为42232。

## 政治
圣昂勒沙泰勒所属的省级选区为勒奈松县。

## 人口

1962-2008年间圣昂勒沙泰勒人口变化图示

圣昂勒沙泰勒于2022年1月1日时的人口数量为630人。